# Mielnik
Mielnik (in lituano Melnikas) è un comune rurale polacco del distretto di Siemiatycze, nel voivodato della Podlachia.
Ricopre una superficie di 196,24 km² e nel 2004 contava 2 708 abitanti.